# Seroki (województwo łódzkie)
Seroki – wieś w Polsce położona w województwie łódzkim, w powiecie łowickim, w gminie Łyszkowice.
W latach 1975–1998 miejscowość położona była w województwie skierniewickim.